# Wayne Sulo Aho
Wayne Sulo Aho (24 tháng 8, 1916 – 16 tháng 1, 2006) là một người Mỹ tiếp xúc UFO tự nhận mình có mối liên hệ với những sinh vật ngoài hành tinh. Ông là một trong những thành viên ít người biết đến nhất trong làn sóng những người tiếp xúc UFO thập niên 1950 chỉ sau George Adamski.

## Thuở hàn vi
Chào đời tại tiểu bang Washington, là một trong bảy người con của một gia đình di dân thuê đất gốc Phần Lan, và ra làm thợ đốn gỗ suốt đời. Giống như Howard Menger, Aho tuyên bố chính bản thân mình đã tiếp xúc với sinh vật ngoài hành tinh dạng người từ thời thơ ấu, vào lúc mới 12 tuổi. Ông chủ yếu nói về mối liên hệ xảy ra vào năm 1957, cũng là năm mà ông ta tuyên bố đã được chỉ dạy như một "Chủ nhân Trí khôn Vũ trụ" sau lần tham dự Hội thảo Tàu Vũ trụ Liên Hành tinh Giant Rock của George Van Tassel. Aho nói rằng một lời triệu tập bằng thần giao cách cảm đã dẫn ông bước vào sa mạc là nơi có sự xuất hiện của một chiếc đĩa bay và một giọng nói ra lệnh cho ông tiến về phía trước và tạo ra hội nghị hàng năm của riêng mình ở bang Washington.

## Sự nghiệp tiếp xúc UFO
Aho và đồng nghiệp tiếp xúc UFO năm 1957 tên là Reinhold O. Schmidt cùng nhau đi diễn thuyết quanh quẩn ở California, và các bài giảng hai chiều của họ vẫn tiếp tục mãi cho đến khi Schmidt bị bắt vì tội trộm cắp xe hơi.  Các bài thuyết trình của Aho có xu hướng nhấn mạnh đến nghĩa vụ quân sự của ông trong Thế chiến II, và dành rất ít thời gian cho "những điều mặc khải tâm linh" mà ông đã nhận được từ Space Brothers (Anh em Vũ trụ), hoặc trực tiếp hoặc gián tiếp qua các buổi họp sau này với một linh hồn trung gian. Aho có khuynh hướng tự xưng là "Thiếu tá W. S. Aho," khiến nhiều người dễ nhầm lẫn với Thiếu tá Donald E. Keyhoe, một nhà nghiên cứu và nhà văn UFO tầm cỡ, người nghĩ UFO có thật nhưng lại đánh giá thấp những người tiếp xúc UFO vì bằng chứng giả tạo của họ.
Aho sớm chìm đắm vào những cơn mê muội từ một trong những môn đồ khác cùng thời với Adamski là Otis T. Carr. Carr tuyên bố đã tự tay chế tạo ra một chiếc đĩa bay cỡ lớn hoạt động theo nguyên tắc "từ tính" kiểu Adamskian hoặc Teslarian, và sau khi gom góp một lượng tiền đáng kể từ những thính giả lớn tuổi cả tin trong các buổi diễn thuyết của Aho và Carr, họ đã công bố chiếc đĩa bay Carr, được cả hai người điều khiển, sẽ cất cánh từ một hội chợ trước hàng ngàn nhân chứng và bay lên Mặt Trăng, trở về với bằng chứng không thể chối cãi về chuyến đi này. Các tội danh hình sự chống lại cả Aho và Carr là kết quả của sự thất bại công khai không thể tránh khỏi, nhưng Aho được tòa xét xử như một kẻ lừa đảo vô hại.

## Thành lập giáo phái và phần đời còn lại
Giống như hầu hết những người tiếp xúc UFO của thập niên 1950, bao gồm George Adamski, Truman Bethurum, Daniel Fry, George King và nhiều người khác nữa, Aho đã chạy ngược chạy xuôi để lo gầy dựng giáo phái cho riêng mình, dựa trên giáo lý của Space Brothers: trong trường hợp của Aho, Giáo hội Thời đại Mới, ở Seattle, Washington.  Theo sự hướng dẫn của Space Brothers, hội nghị hàng năm của Aho được tổ chức gần lối vào Công viên Quốc gia Mount Rainier, trong cái gọi là Vùng Hạ cánh Bảo vệ Tàu vũ trụ vì sự Tiến bộ của Khoa học và Nhân loại (SPLAASH), được tạo ra để tôn vinh Kenneth Arnold, có xu hướng nhấn mạnh Lý thuyết Thời đại Mới đủ loại hình thay vì nghiêm túc biến thành một nơi gặp gỡ cho người hâm mộ đĩa bay.
Aho đã trải qua thập kỷ cuối cùng của đời mình ở Gardnerville, Nevada. Ông qua đời vào ngày 16 tháng 1 năm 2006 tại Thành phố Carson, Nevada.